# Шелухін Сергій Павлович
Сергі́й Па́влович Шелу́хін (літературний псевдонім С. Павленко; 6 жовтня 1864 — 25 грудня 1938) — український вчений, видатний юрист, історик, дипломат, громадський і політичний діяч, представник народницько-демократичного напрямку української політичної думки міжвоєнного періоду, письменник, педагог, член п'яти наукових товариств.
Увійшов в історію українського державотворення як член Української Центральної Ради, генеральний суддя УНР, міністр судових справ в уряді В. Голубовича, Голова української делегації на мирних переговорах з РРФСР у червні 1918, член української делегації на мирних переговорах у Парижі в 1919 р., виконувач обов'язків міністра в уряді Володимира Чехівського тощо.
Неординарна постать С. Шелухіна, його наукові та публіцистичні праці замовчувалися радянською історіографією. Про нього навіть згадки не було у монографіях, підручниках та навіть в енциклопедіях та довідниках, виданих у радянський час.

## Біографія
Народився в селі Деньги (Денеги) Золотоніського повіту Полтавської губернії (нині Черкаська область) в родині дворян.

### Дворянство
Сім'я Шелухіних має глибоке українське коріння. Одна з гілок родоводу бере свій початок з XVIII ст. від полковника Панькевича, котрий був соратником Богдана Хмельницького.
У 1783 році у Якова Васильовича Шолухи та його дружини Тетяни з роду Панькевичів народився син, якого назвали Павлом.
Документально родовід Шелухіних зустрічається на початку ХІХ ст.: в 1810 році Василь Шолуха зі старшинського роду просив місцеву владу видати його 21-річному сину Якову свідоцтво про дворянське походження.
Тим часом, Павло Якович зробив військову кар'єру в російській армії, правда, вже зі зміненим на російський лад прізвищем — Шелухін. Саме у Павла Яковича і його дружини Євдокії Григорівни народився 6 жовтня 1864 року в родовому маєтку с. Деньга Золотонінського повіту Полтавської губернії син Сергій. За кілька днів він був похрещений у Михайлівській церкві того ж села.
В 1912 році в Одесі на вулиці Пушкінській, 21 С. Шелухін в одного із нотаріусів підтверджував своє і брата Андрія дворянське походження.

### Навчання
Першим його вчителем був І. Ф. Бойко — племінник Тараса Григоровича Шевченка. До вступу у Лубенську гімназію його готувала тітка — освічена українка. Лубенську гімназію очолював на той час відомий український діяч та письменник Матвія Симонов (Номис), який викладав там грецьку мову. Сергій уже в гімназії виявляв неабиякі здібності — у восьмому класі склав підручник з тригонометрії, схвалений відомим математиком А. Вінклером, про що було зроблено запис в атестаті зрілості, який він отримав у 1883 році.
У 1883 році вступив до університету св. Володимира в Києві для здобуття загальної освіти, де прослухав курси на фізико-математичному факультеті з алгебраїчного аналізу диференціального та інтегрального числення та ін. у професорів Ващенка-Захарченка, Авенаріуса, Роммера, Шіллера.

У 1885 році перейшов на навчавчання на юридичний факультет Володимирського (Київського) університету, щоб здобути професію правника, яка давала, на його погляд, максимум свободи, яка 
|  | "...припала до душі незалежністю судової роботи і становища судді". |

Був студентом професора Володимира Антоновича, Павлова.
Професор Буданов, після ознайомлення з роботою «Татьба по Русской Правде», зробив на ній напис «рос. Работа самостоятельная и дельная. Прошу автора переговорить», — і порадив зайнятися історією руського права та готуватися в професуру при університеті. Аналогічно зробив і професор Казанцев, ознайомившись з роботою студента «DOS по римському праву».
Під час навчання в університеті Сергій був активним учасником національного відродження, членом «української громади», захищав ідеали незалежної соборної України.

## Робота і громадська діяльність
У 1888 році С. Шелухін закінчує навчання, оскільки обставини примушують його шукати заробіток, а не займатися наукою. Їде на Херсонщину, де в Єлисаветграді стає кандидатом на судові посади в окружному суді. Спеціалізацію обирає собі цивільне право. Також проходить усі посади з кримінального права. Два роки вивчає ще медицину і виступає на засіданні Медичного товариства з доповіддю, яку було надруковано в «Літературно-Науковому віснику» в 1902 році. Працюючи в Єлисаветградському окружному суді С. Шелухін був почесним мировим суддею Кам'янець-Подільської мирової округи, головував на засіданнях з'їзду мирових суддів, згодом став прокурором Кишинівського окружного суду.
При цьому досить активно займався дослідницькою, публіцистичною роботою в «Єлисаветградському віснику», опублікував низку правничих статей, які мали реальні правничі наслідки. Уже в той час в Україні траплялись афери з фальшивими грішми. С. Шелухіним було написано статтю «Наказуемое мошенничество», яку згодом передрукував цілий ряд часописів. Після цих публікацій було видано відповідний закон і афери припинились.
С. Шелухін написав 20 праць із питань права, публікація яких викликала великий резонанс. Багато його статей та нарисів у 1892—1902 роках було надруковано у часописі «Бессарабець». Серед них — «Внебрачные дети по Бессарабским Законам», де доводилась штучність та казуїстичність чинних статей закону до позашлюбних дітей. Коли Сергій Павлович опублікував матеріал, де доводив, що однодвори та міщани, які проживають у сільській місцевості, підлягають волосним судам, а не земським начальникам, Сенат повністю погодився. Його нарис про незаконність позасудових арештів викликав скасування цієї практики.

### В Одесі
У 1902 році Сергій Павлович переїжджає до Одеси, де 15 років служить членом Одеського окружного суду, потім — Генеральним суддею, і нарешті — сенатором з цивільного департаменту.
В Одесі він знову продовжує дослідницьку та наукову роботу. Виступає з доповіддю на засіданні наукового товариства «Волосна кримінальна і цивільна юстиція», доводить необхідність повної реорганізації суду. Його було обрано дійсним членом «Одеського юридичного товариства». Після доповіді «Немецкая колонизация на Украине» юрист стає дійсним членом Київського юридичного товариства при університеті Св. Володимира. Ця доповідь привернула увагу французів та була передрукована французькою пресою. У журналі цього товариства надруковано статтю «Про адміністраційні кари і закон 2 серпня 1917 р.». У ній, посилаючись на праці професора А. Кістяківського та інших криміналістів, С. Шелухін доводить, що великі штрафи, в'язниця та заслання слугують не державі, а політичному свавіллю панівних груп і партій, позбавляючи свободи пригнічених. Це, — на думку автора, легалізований терор.
Працюючи в Одесі, Сергій Шелухін стає співробітником петербурзького журналу «Право» та «Одеського листка», у яких друкує кілька юридичних статей щодо права жінок бути захисниками в кримінальних та повіреними в цивільних процесах, зокрема «Права женщины быть присяжным поверенным по судебным уставам 1864 г.», «Еврейские метрические записи» тощо.
В Одесі С. Шелухін активно включається в українське громадське життя. Часто виступає в «Народній аудиторії», стає членом історико-філологічного товариства при Новоросійському університеті, де також виступає з доповідями. Його статті та замітки часто друкують одеські газети «Одесские новости» та «Одесский листок», а у київських та галицьких виданнях він друкується під псевдонімом С. Павленка.
С. Шелухін також був діяльним членом низки одеських культурно-освітніх товариств: «Одеського товариства історії і старожитностей», Одеського юридичного та бібліографічного товариств, Одеського відділення Російського технічного товариства, яке в 1911 р. організувало в Одесі міжнародну виставку, де низку медалей і призів завоювали проекти і товари з Галичини, які експонувалися в українському павільйоні.
У 1905 р. він став одним зі співзасновників одеської «Просвіти», де активно працював, часто читав лекції та реферати — переважно з української тематики. Упродовж 1906 р. він виступав на засіданнях «Просвіти» 18 разів. Кожен з його рефератів був ґрунтовною розвідкою в царині української історії та української літератури. У 1905 р. виступає перед двотисячною аудиторією (за ін. даними — 1500) з лекцією про злучення України з Москвою. Це була перша в історії Росії лекція, прочитана правником українською мовою, і перший український мітинг в Одесі 1905 року. Шелухин виступав з приводу автономії України.
У серпні 1908 р. в Чернігові відбувся XIV Всеросійський археологічний з'їзд. Запрошеною на це зібрання була також наукова секція одеської «Просвіти». С. Шелухіна відрядили на з'їзд, де він виступив з доповіддю «Про стародавності і державно-правове значення назви „Україна“». Вперше на науковому з'їзді доповідь було проголошено українською мовою і вона мала величезний успіх, бо це засвідчило рівень української мови не як «наречия», а самодостатньої мови в науці на форумі вчених. Був ще один виступ — доповідь «Голосіння на похоронах». Газета «Одесские новости» писала: «Доклад Шелухина вызвал шумные, долго не смолкавшие аплодисменты».
Після цього його було обрано дійсним членом Одеського археологічного товариства. В усіх своїх виступах, працях, статтях він доводив, що внесок українства у загальнослов'янську історію, культуру величезний.
У 1909 р. в Одеському університеті відбулося свято на честь М. В. Гоголя. С. Шелухін виступив з доповіддю «М. В. Гоголь и украинское общество», що була видана ще й окремою брошурою, написав статтю «Рідна душа і народність». С. Шелухін наголошував, що в уславленого російського письменника українська душа, він вболівав «3а українську душу, що вона виявлялась у Гоголя в мові, і в сюжетах, і в творчості багато ставились до його навіть з презирством».
08.10.1914 р. на зборах Київського юридичного товариства та 25.10. на засіданні Історико-філологічного товариства при імператорському Новоросійському університеті, дійсним членом яких він був, Сергій Павлович прочитав доповідь «Німецька колонізація на Півдні Росії». Розповідаючи про німців-колоністів, їхню національну єдність, натякаючи на українців, він пише:
| "Национальное единство, цельность и солидарность немцев зависит еще и от того, что их никто не тревожил, не рвал на части, не разбивал на части, не вносил ничего им стороннего".[19] |
С. Шелухін цитує Шевченка, Старицького, Грушевського, виявляє широку обізнаність щодо поглядів української еліти на слов'янство. Як член п'яти наукових товариств, Сергій Павлович у своїх доповідях на історико-юридичні теми, зокрема, проводив думку про неоднакове ставлення у різних народів до питання про державу та право:
| "Українська історія виховала в українському народі, в противність московському, правове думання, з яким в усі часи своїх рухів народ українській на своїм прапорі держав гасло "за працю і вільності". |
І зважаючи на те, «що люди без правового думання не здатні творити закони», С. Шелухін домігся 1906 р. відкриття в гімназіях курсу правознавства, який сам і викладав. Професор Шнаков запропонував йому читати цей курс і на вищих жіночих курсах в Одесі, але через брак часу С. Шелухін відмовився.
Вірним помічником і соратником С. Шелухіна у громадській роботі стала його дружина Любов Шелухіна. Вона була одним із ініціаторів проведення Різдвяних свят для дітей в Одесі, які зрештою перетворилися на добру традицію. Так у 1907 р. на Різдвяну ялинку в помешканні «Просвіти» (Софіївська, 30) зібралося близько трьохсот дітей, які співали і декламували українською мовою в національних костюмах. Любов Шелухіна була й редактором однієї з перших в Одесі українських газет у 1906 р. «Вісті». У 1908 р. С. Шелухін разом з І. Луценком були серед організаторів «Товариства об'єднаних слов'ян» в Одесі. Після закриття «Просвіти» в Одесі в 1909 р. С. Шелухін став одним із діяльних членів «Українського клубу», товариства «Українська хата». Проживав на Херсонській, 36 (тепер вул. Пастера). С. Шелухін ще був і одним із організаторів збору коштів для відкриття українського університету у Львові. Під час Першої світової війни він був редактором журналу «Листок Пчеловода» Одеського товариства сільського господарства. Його дочка Ксенія Сергіївна навчалась до 1917 р. на історико-філологічному факультеті університету як вільна слухачка.
Активним членом українського руху Сергій Шелухін став ще в 1905 р. С. Шелухін у своїх спогадах пише, що, маючи відзнаки та чини за судову службу, «я через мою любов до рідного народу не міг на Україні стати навіть членом судової палати, коли Одеська судова палата двічі обрала мене в свої члени, то міністерство повідомило, що я… можу одержати цю посаду в Московщині, а ніяк на Україні».
Після Лютневої революції С. Шелухіну, який був відомий і своїми друкованими працями з сільського питання, запропонували посаду в Петрограді, «позаяк я маю праці по селянському праву, не хотів би я перейти в Петроград в сенат по крестьянському департаменту». Але він відмовився, був головою Керівничого українського комітету, однак залишив Одесу, одержавши від товаришів по службі «3олотий альбом» з 80 підписами та емблемою «Службі закону Росії і Україні», переїхав до Києва й поринув у законодавчу роботу в Україні.

### В Києві

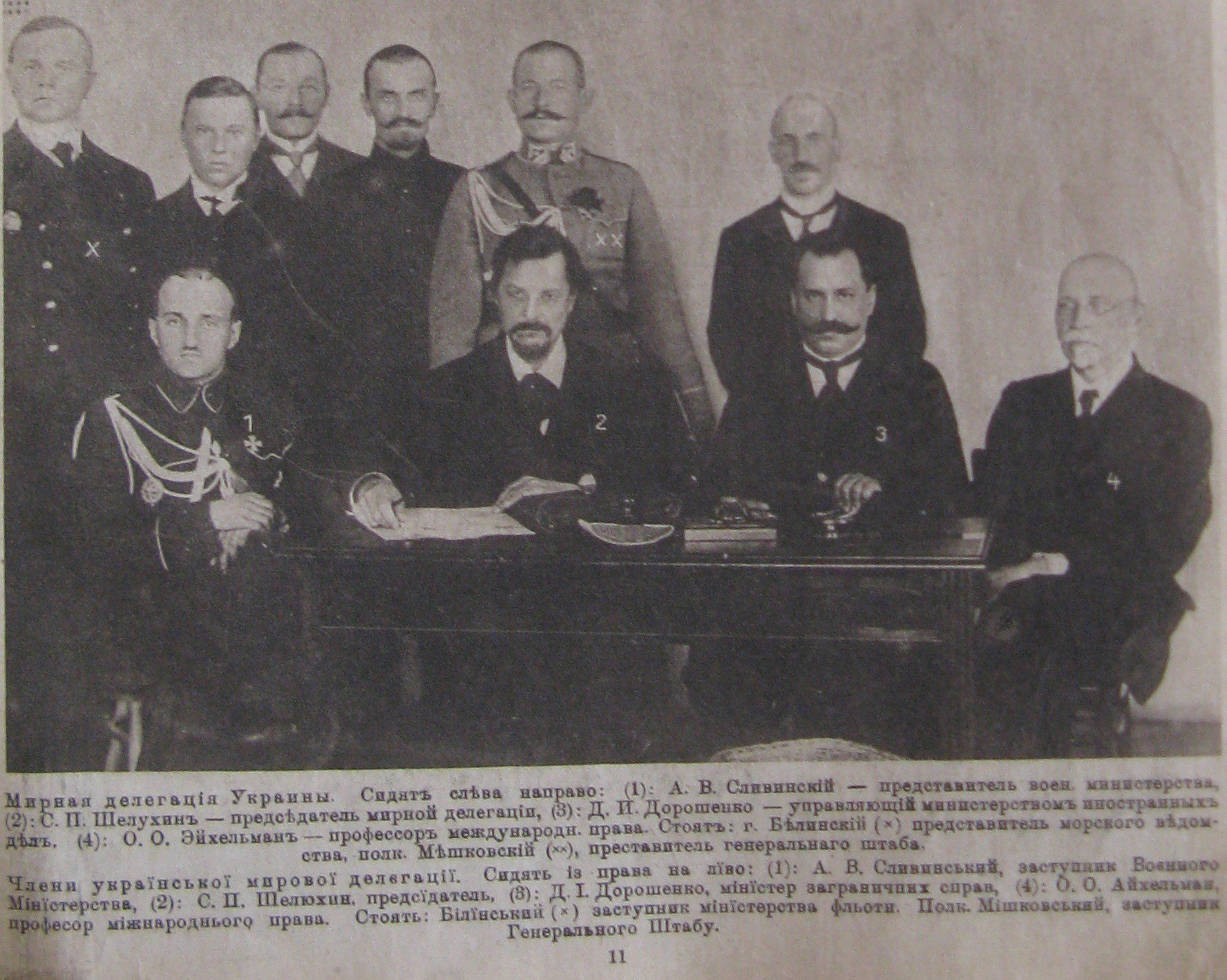
Члени делегації Української Держави на переговорах з РРФСР. Сидять зліва направо: Олександр Сливинський, Сергій Шелухін, Дмитро Дорошенко, Отто Ейхельман, стоять : 1-й зліва Михайло Білинський, 5-й зліва Євген Мишковський

Незабаром став генеральним суддею в добу Центральної ради, а з перейменуванням генерального суду в Український сенат — став сенатором. Двічі був міністром юстиції та одночасно — Генеральним прокурором України. Найбільш відомим як політичний діяч став С. Шелухін, будучи Головою делегації України 1918 р. на переговорах з РСФРР. Його яскраві промови друкувала київська преса.
З початком революційних подій на 1917 р. С.Шелухин активно брав участь у роботі української радикально-демократичної партії (з червня 1917 р. — Українська Партія Соціалістів-Федералістів), входив до ЦК партії.
Під час подій 1917 р. С. Шелухін став головою революційного
комітету в Одесі, був активним діячем партії соціалістів-федералістів, став членом Центральної ради від Херсонщини (на Всеукраїнському національному конгресі С.Шелухина було обрано від Херсонської губернії до
Центральної Ради). Брав участь в Одеській українській вчительській спілці, яку
очолював В.Чехівський, на курсах українознавства для викладачів викладав право.
Сергій Павлович брав активну участь у роботі Української Центральної Ради. Так на засіданні 15 червня 1917 р. він виступив з промовою щодо закону про вибори до Українських Установчих зборів. Головною хибою цього закону, на його думку, був дозвіл голосувати всім громадянам Росії:
| «Скликати Установчу раду має право тільки незалежний (суверенний) народ, яким і є народ український».[26] |
На початку грудня 1917 р. С. Шелухін очолював у Центральній Раді фракцію самостійників. Різко критикував ідеї автономістів та федералістів, наголошуючи на тому, що Україна не могла бути частиною Російської федерації, оскільки такої федерації не існувало. Він брав участь у дебатах з приводу Брестського миру, підкреслюючи, що «так звані народні комісари» з більшовицької делегації дотримувались тієї самої політики стосовно України, що колись царський уряд.
Промови С. Шелухіна в Центральній Раді в грудні 1917 р. проти підміни
української самостійності автономією прискорили участь УНР у мирних переговорах в Брест-Литовську.

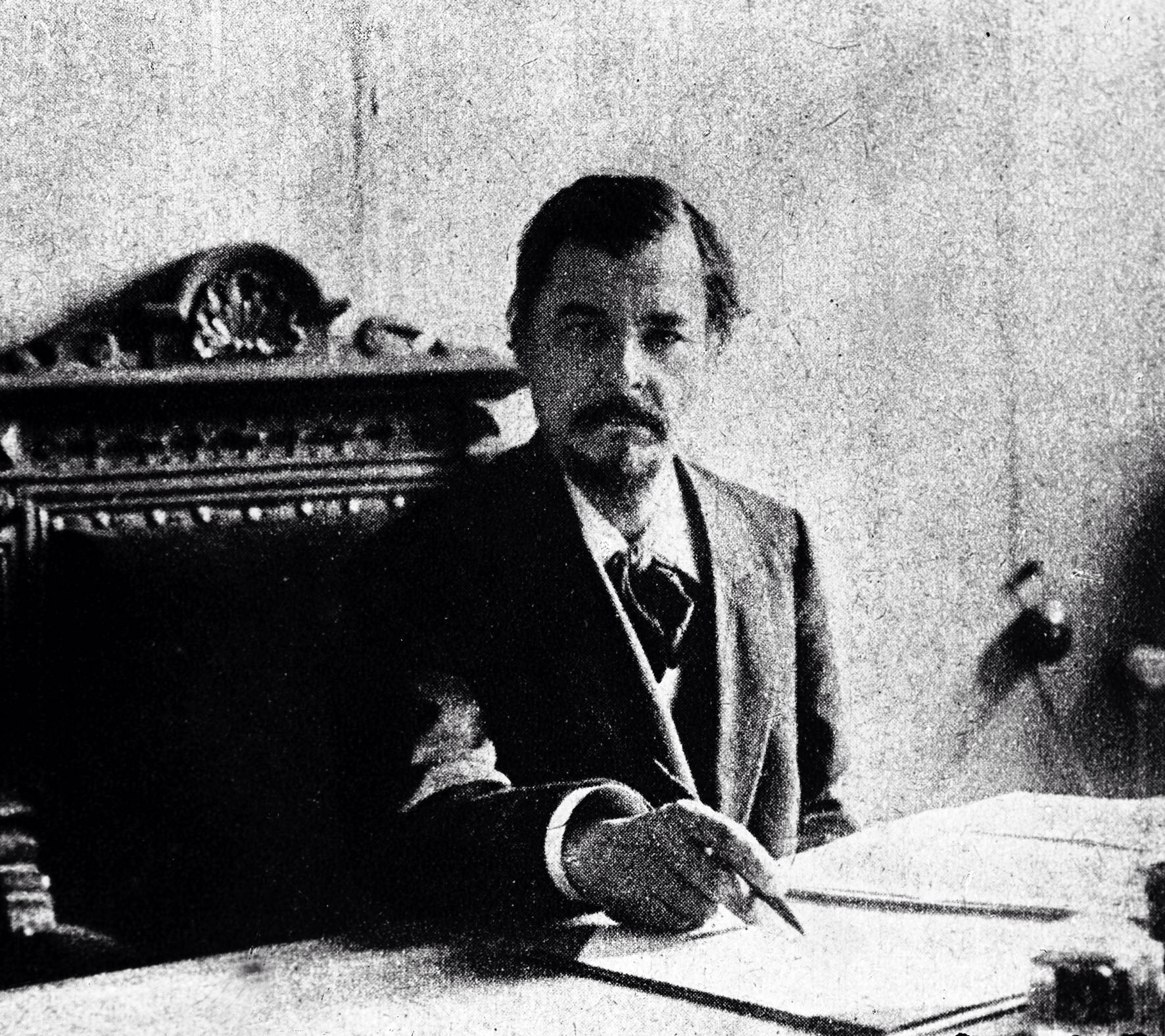
С. П. Шелухін — міністр судових справ і міністр юстиції в уряді Української Центральної Ради та Директорії. 1918 р.

Активний в українському русі, починаючи з 1905 року: голова Революційного комітету в Одесі (1917), діяч УПСФ, член Української Центральної Ради, генеральний суддя УНР, міністр судових справ в уряді Всеволода Голубовича (лютий-квітень 1918).
В період гетьманату — член Державного сенату та голова делегації на переговорах з РРФСР.
Сергій Павлович писав:
| "По революції 1917 р., коли в Росії не стало царської влади, Росія правно і механічно розпалась на окремі народи, які сполучала в цілісність царська корона. Узурпований царем від українського народу суверенітет вернувся до українського народу 28 лютого 1917 р., як не стало царя з його владою Україна стала ні під ким і, по юридичному праву restittio in integrum, вернулася в своє переддоговірне становище 1654 р., тобто стала самостійною Українською республіканською Державою, і українці перестали бути руськими і стали тільки українцями, громадянами української республіки"[27] |
Таку позицію С. Шелухін постійно відстоював на неодноразових зустрічах з російськими представниками, та обґрунтовував у багатьох своїх публікаціях.
За Директорії — виконувач обов'язків міністра юстиції в уряді Володимира Чехівського (1919), член української делегації на мирній конференції в Парижі (1919).
Найплідніший період державотворчої роботи Сергія Павловича Шелухіна — часи Гетьманату. 3 серпня 1918 р. наказом № 149 генеральний суддя С. Шелухін призначений сенатором. Вагомий внесок С. Шелухіна після революції і в українську культуру, зокрема в утвердження української мови. Питанням мови та освіти він займався ще до революції. У 1911 р. в педагогічному журналі «Світло» (Київ) опубліковані його роботи «3начення рідної мови для народності і творчості», які було випущено окремими брошурами. У 1918 р. в часописі «Шлях» вийшла його розвідка «Наша пісня», згодом також надрукована окремою брошурою.
Сергій Шелухін ще в 1887 р. ступив і на українську літературну ниву. Друкується в «3орі», «Батьківщині», «Ділі», «Літературно-Науковому Вісникові», «Київській старовині», «Україні» та інших виданнях під своїм прізвищем та під псевдонімами Сергій Павленко, Денезський, С. Полтавець, Подорожній, Кондратенко, Просвітянин. У збірнику «Українська муза» — добірка його віршів, серед яких головне — громадянська лірика.
Розуміючи значення мови для утвердження державності, Шелухін 5-6 вересня 1918 р. подає прем'єр-міністрові Ф. Лизогубу записку, яка була першим офіційним документом про державний статус української мови пори Гетьманату. Цим документом рішуче і абсолютно справедливо засвідчена потреба в українській мові:
| "Одкидання державної мови - не тільки одкидання національної ознаки української державності, а й величезна неповага до душі і совісті народу, до самої української народності".[29] |
У 1919 р. за Директорії Шелухін в уряді В. Чехівського, займав посаду міністра юстиції (міністра судових справ) і одночасно був Генеральним прокурором України. У 1919—1920 рр. входив до складу української делегації на Паризькій мирній конференції як радник-юрист.
За всіх урядів української державності С. Шелухін як досвідчений фахівець брав найактивнішу участь, без огляду на партійний світогляд та особисті амбіції. Він був будівничим державності, а не її руйнівником. Свій широкий погляд на це він сформував ще в Одесі, полемізуючи з представниками різних партій щодо місця «Просвіти» в українському русі. Свою точку зору він висловив у 1907 р. у київській газеті «Рада»:
| "Кому не подобається, що Одеська "Просвіта" стоїть поза політичною діяльністю, тому завважу, що се не політичне, а культурно-просвітне товариство, а культура й наука потрібні всім людям так само, як хліб насущний, до яких би політичних партій ті люди не належали. Культура й наука повинні єднати всіх людей, вказувати їм загальні мети і стояти над політикою всяких партій, гуртів, і т. д. До якого лиха доводить брак культури й науки, без яких не може бути ні національної самоповаги, ні національного самопізнання сьому найкращі свідки теперішні часи з їх лихоліттям".[31] | Досить актуально звучать ці слова і сьогодні.

### За кордоном
Із 1921 р. Сергій Шелухін живе за кордоном, спочатку у Відні, а потім у Празі. Там стає професором карного права УВУ й Українського Педагогічного Інституту ім. М. Драгоманова у Празі (1924 — 25). Стає проректором, а з 1929 року деканом факультету права і суспільних наук, викладає теорію та кримінальне право, політичну історію України в Українському вільному університеті та Українському вільному педагогічному інституті ім. М. Драгоманова протягом 1921—1938 рр. Він був членом Українського історично-філологічного товариства; головою Українського комітету у Чехоcловаччині (Прага), Українського правничого товариства в Чехії, та Українського товариства прихильників Ліги Націй. Був членом численних наукових товариств. В архіві є посвідчення про сплату С. Шелухіним членських внесків у музей Визвольної боротьби України за 1930 р. 12 лютого 1921 р. виникла Всеукраїнська національна рада (Відень), яку очолив прибічник гетьманського правління Сергій Шелухін. Одним із його заступників обрали Олександра Грекова (разом із Романом Перфецьким). Засновники цієї організації мали намір об'єднати в своїх лавах представників-однодумців з Наддніпрянщини, Галичини та Кубані. Проте майже відразу виявилися серйозні суперечності, а тому діяльність ВНР виявилася недовготривалою.
С. Шелухін в еміграції стає автором численних праць з історії України, в яких аналізує визвольну боротьбу та боротьбу за державність, звинувачує в трагічному фіналі боротьбі українську інтелігенцію:
| "Для оборони українського державотворчого руху, надання йому історичності, правдивості, конструктивної традиційності, якісної ідейності та придбання симпатій широкого світу потрібні великі зусилля нації. А передусім праця, озброєна науковими знаннями інтелігенції". |
І далі у своїй останній роботі 1936 р.:
| "Було фатальним блудом, що українська інтелігенція з 1917 р. у своїй опануючій масі відкинула історичні права народу й традиції. Проголосила себе монопольним носієм істини, розумності, знання. Джерелом прав та свобод і творцем всього для народу…, а Українську Народну Республіку зробила коритом для себе й своїх прибічників".[17] |
Помер 25 грудня 1938 року у Празі де і похований.

## Праці
Підручник з тригономерії (написав у 8 класі гімназії);
- Іван Бойко, племінник Т. Шевченка (Спомини) (1901)
- Рудольф Вірхов — громадський діяч (з поводу його смерти) (1902)

Праці з історії українського права, головним чином розвідки про «Руську Правду» (1929),
- Визнання Української Республіки Росією (1920)
- Петлюрівці в світлі права (1922)
- «Закупи з „Руської Правди“»,
- «Історикоправні підстави української державности» (1929);
- «Варшавський договір між поляками і Петлюрою» (1926),
- «L'Ukraine, la Pologne et la Russie et le droit de la libre disposition des peuples» (1919);

На історичні теми:
- Назва України. З картами (1921)
- «Звідкіля походить Русь. Теорія кельтського походження Київської Русі з Франції» (1929),
- «Україна — назва нашої землі з найдавніших часів» (1936),
- «Нім. колонізація на Україні» (1938)
- «Значіння Рідної Мови для народности й творчости» (1911)

На інші теми:
- Гоголь та малоросійське суспільство (1909)

тощо.
Співробітник «Зорі» (з 1886), «Української Хати» (1909—1914), «ЛНВ», «Украинской Жизни», «Дзвонів» (з 1931) тощо.

## Вшанування пам'яті
- У місті Кропивницький існує провулок Сергія Шелухіна.
- У місті Золотоноша є вулиця Сергія Шелухіна.
- У місті Київ існує вулиця Сергія Шелухіна.
- У місті Лубни перейменували вулицю 8 Березня на вулицю Сергія Шелухіна.
- У місті Черкаси провулок Садовий перейменували на провулок Сергія Шелухіна.[33]
- У місті Одесі вулицю Олександра Невського перейменували на вулицю Сергія Шелухіна.[34]